# پیتر لیتهارت
پیتر لیتهارت (انگلیسی: Peter Leithart; ۲۰ ژوئیهٔ ۱۹۵۹ – ) متخصص الهیات، مؤلف (پدیدآور) و شبان (پیشوای روحانی) اهل ایالات متحده بود.